# Northwoods (Misuri)
Northwoods es una ciudad ubicada en el condado de San Luis en el estado estadounidense de Misuri. En el Censo de 2010 tenía una población de 4227 habitantes y una densidad poblacional de 2.314,97 personas por km².

## Geografía
Northwoods se encuentra ubicada en las coordenadas 38°42′13″N 90°16′57″O / 38.70361, -90.28250. Según la Oficina del Censo de los Estados Unidos, Northwoods tiene una superficie total de 1.83 km², de la cual 1.83 km² corresponden a tierra firme y (0%) 0 km² es agua.

## Demografía
Según el censo de 2010, había 4227 personas residiendo en Northwoods. La densidad de población era de 2.314,97 hab./km². De los 4227 habitantes, Northwoods estaba compuesto por el 4.33% blancos, el 93.94% eran afroamericanos, el 0.19% eran amerindios, el 0.28% eran asiáticos, el 0% eran isleños del Pacífico, el 0.07% eran de otras razas y el 1.18% pertenecían a dos o más razas. Del total de la población el 0.24% eran hispanos o latinos de cualquier raza.